# De zielenvisserij
De zielenvisserij is een schilderij door de Noord-Nederlandse schilder Adriaen van de Venne in het Rijksmuseum in Amsterdam.

## Voorstelling
Het stelt een weids landschap voor met in het midden een brede rivier. Aan beide oevers van deze rivier heeft zich een zeer groot aantal mensen verzameld. Op de rivier varen enkele roeiboten, van waaruit met netten zwemmende mensen gevangen worden. De voorstelling is een uitbeelding van de uitspraak van Jezus, ‘Kom, volg mij! Ik zal van jullie vissers van mensen maken’ en is bedoeld als kritiek op de toen heersende religieus-politieke situatie in de Nederlanden.
De personen op de linkeroever zijn de protestanten met hun voormannen en -vrouwen, zoals de prinsen van Oranje, Maurits en Frederik Hendrik, de winterkoning Frederik V van de Palts en zijn vrouw Elizabeth Stuart, haar vader, koning Jacobus I van Engeland, koning Christiaan IV van Denemarken en een jeugdige koning Lodewijk XIII van Frankrijk met zijn moeder, Maria de' Medici. Linksonder als derde man van links heeft de schilder zichzelf afgebeeld.

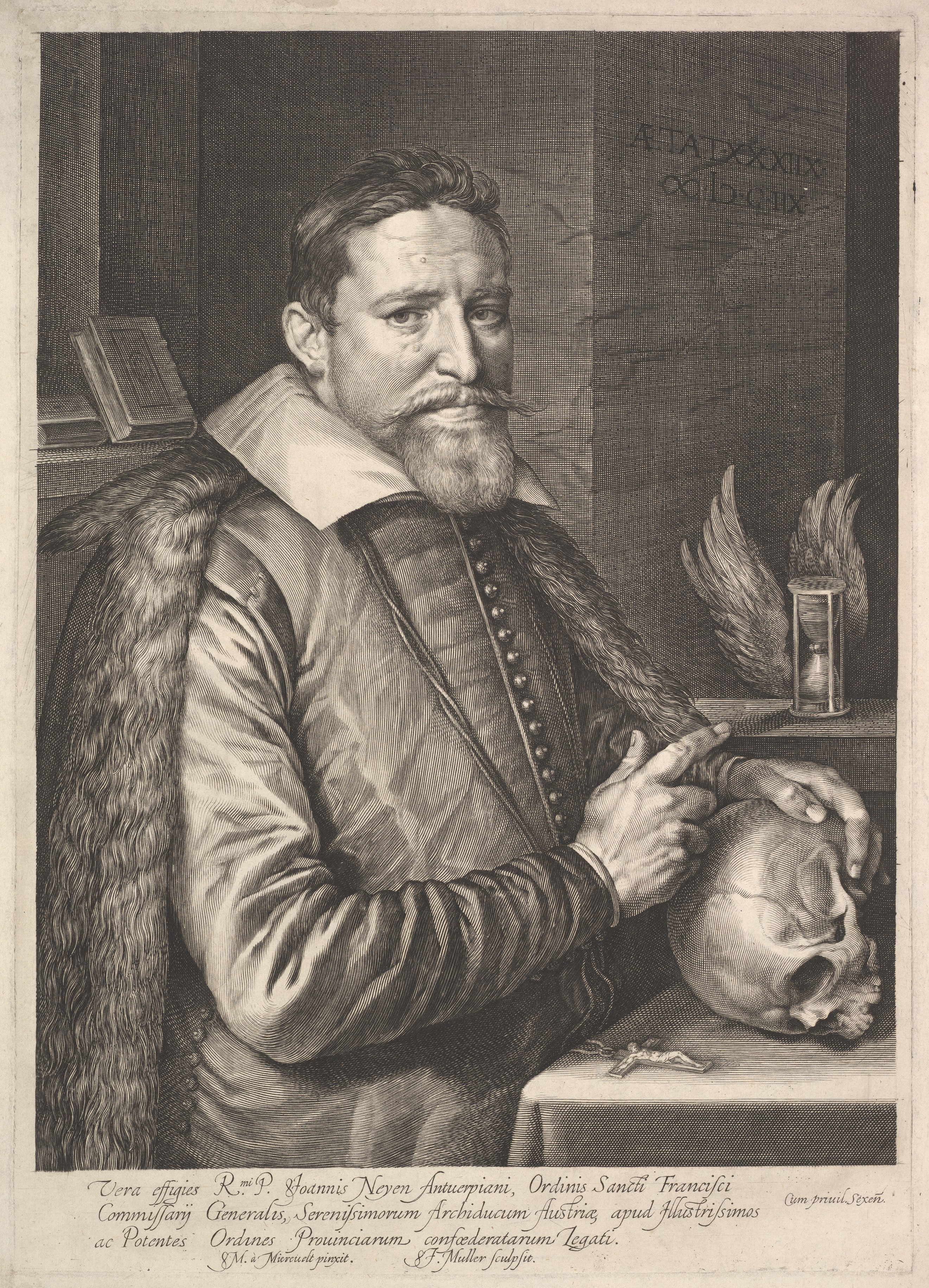
Jan Harmensz. Muller (naar Michiel van Mierevelt). Portret van Joannes Neyen. 1608. New York, Metropolitan Museum of Art.

Op de rechteroever staan de katholieken met hun kopstukken, waaronder de landvoogden van de Zuidelijke Nederlanden, Albert en Isabella, opperbevelhebber Ambrogio Spinola en wat meer op de achtergrond paus Paulus V, die in een draagstoel in processie wordt voortgedragen door zijn kardinalen. Op de voorgrond is verder nog de priester Johannes Neyen herkenbaar en rechts vermoedelijk de hofdwerg Antoine Payen.
Ook de roeiboten zijn te verdelen in een protestants en een katholiek deel, die elkaar beconcurreren in het vangen van zielen. Een van de katholieke boten ligt echter aan de oever en bevat een muziekmakend gezelschap. De boot die wel actief naar zielen vist wordt bestuurd door een bisschop. De priesters proberen uit alle macht het net binnen te halen. Een van hen gebruikt zelfs een hengel. Aan het net hangen twee aflaten. Op het roer staat geschreven ‘PAPA IVDICIVM’ (het oordeel van de paus).

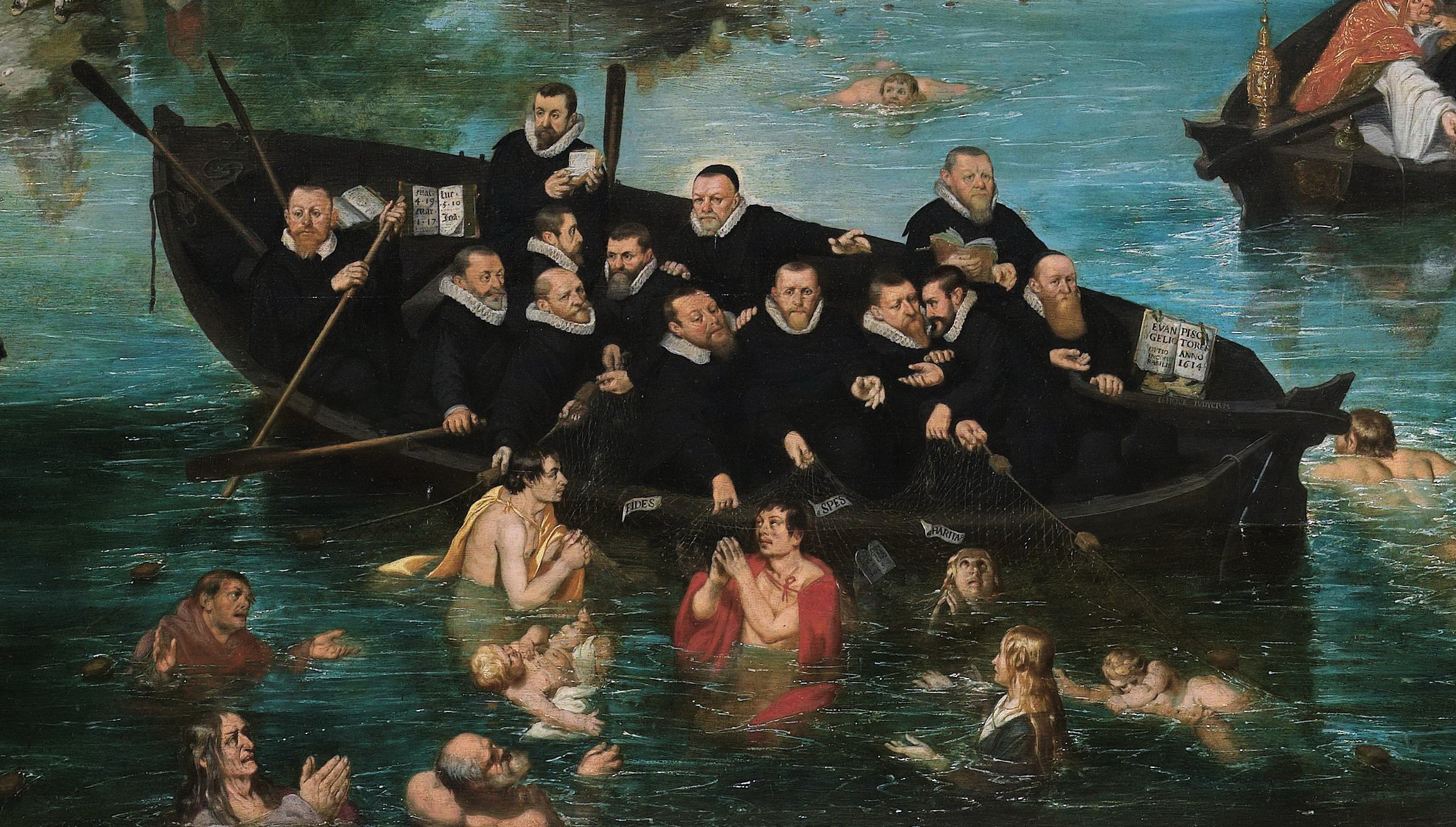
Detail.

Dat de schilder partij kiest voor de protestanten blijkt wel uit de manier waarop hij de protestante boot weergeeft. Deze wordt niet gestuurd door het pauselijk oordeel, maar door ‘IEHOVA IVDICIVM’ (het oordeel van God). Hier geen liederenboek, zoals bij de katholieken, maar een opengeslagen Bijbel – het woord van God – met de tekst ‘Mat. / 4·19· / Mar. / 1·17· / Luc. / 5·10 / Joa.’, bijbelpassages die betrekking hebben op de uitspraak van Jezus ‘Ik zal van jullie vissers van mensen maken’. Rechts een eveneens opengeslagen boek met de tekst ‘EVANGELIO PISCATORES OPTIO INCOMPARABILIS’ (het evangelie van de vissers [is] een onvergelijkbare keuze). Aan het net geen aflaten maar briefjes met de woorden ‘FIDES’, ‘SPES’ en ‘CHARITAS’ (geloof, hoop en liefde). En twee tafelen met de tekst ‘EXODIVS 20.2 / DEVTERENO 5.6’, die beide verwijzen naar de uitspraak van God: ‘Ik ben de Heer, uw God, die u uit Egypte, uit de slavernij heeft bevrijd’. In tegenstelling tot de katholieke boot zijn de protestantse vissers kalm en zelfverzekerd. De stuurman zou het portret zijn van de Middelburgse predikant Willem Teellinck.
Ook schijnt de schilder partij te kiezen voor de Oranjes. Aan een boom op de protestantse oever is een vel papier bevestigd met de tekst ‘Psalm I’. Deze psalm luidt onder meer: ‘Gelukkig de man die niet meegaat met wie kwaad doen, [...] maar vreugde vindt in de wet van de Heer en zich verdiept in zijn wet, dag en nacht. Hij zal zijn als een boom, geplant aan stromend water. Op tijd draagt hij vrucht, zijn bladeren verdorren niet. Alles wat hij doet komt tot bloei’. Vlak daaronder heeft de schilder een omgehakte sinaasappelboom afgebeeld met twee uitlopers. Daaromheen een lint met de tekst ‘TANDEM·FIT·SVRCVLVS·ARBOR’ (uiteindelijk wordt de scheut een boom). De boom aan katholieke zijde daarentegen is dor en kaal. In de boom is een heiligenbeeld geplaatst met kaarsen ervoor. Aan de voet van de boom staat een gebochelde, oude vrouw met op haar rok de tekst ‘VERVS CATOLICA’ (de echte katholiek).
De compositie van De zielenvisserij doet denken aan die van een Laatste Oordeel. Mogelijk is de regenboog – een vast onderdeel van dit soort voorstellingen – hier een verwijzing naar. Ook de strikte scheiding tussen de uitverkorenen links en de verdoemden rechts is terug te vinden op Van de Vennes schilderij.

## Toeschrijving en datering

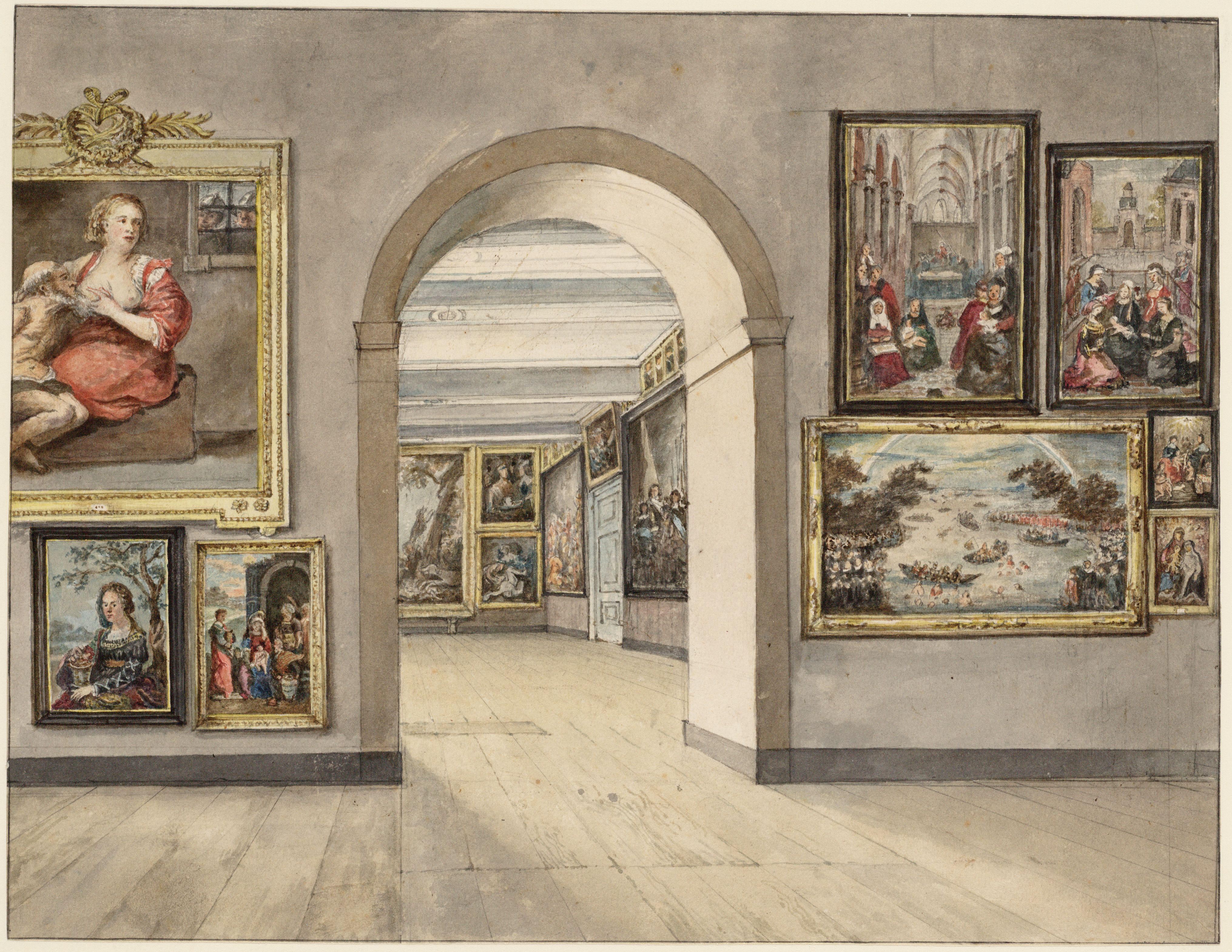
Gerrit Lamberts. Interieur van het Trippenhuis met rechts De zielenvisserij. 1827-1845. Amsterdam, Stadsarchief Amsterdam.

Het schilderij is gedateerd op een van de opengeslagen boeken in de voorste boot ‘ANNO / 1614’. Het is verder niet gesigneerd. In 1735 werd het geveild als werk van Jan Brueghel (I). Begin 19e eeuw werden de figuren toegeschreven aan Hendrick van Balen. In 1858 schreef de Franse kunstcriticus Théophile Thoré-Bürger de figuren toe aan Van de Venne en het landschap aan Brueghel. Daniel Franken was het die in 1878 het hele werk aan Van de Venne toeschreef.

## Herkomst
Het werk wordt op 22 maart 1689 vermeld als bezit van Joan Fox en Johanna Tiers in Amsterdam. Op 14 april 1735 werd het voor 760 gulden verkocht tijdens de verkoping van de verzameling van Marinus de Jeude, drossaard van het Hof van Holland, in Den Haag. De vermoedelijke koper was Willem IV van Oranje-Nassau. Omstreeks 1760 wordt het werk vermeld in een inventaris van Paleis Het Loo (als ‘Een fraay stuk van alderhande religie in de manier van Bruegel, hoog 3v 5d, breet 6v 6d’). In 1795 werd de stadhouderlijke collectie genationaliseerd. Vermoedelijk in september 1798 werd het overgebracht naar de Nationale Konst-Gallerij in Den Haag, de voorloper van het Rijksmuseum. Het werk werd echter pas in januari 1800 voor het eerst in dit museum vermeld.